# Kathedrale von Rouen

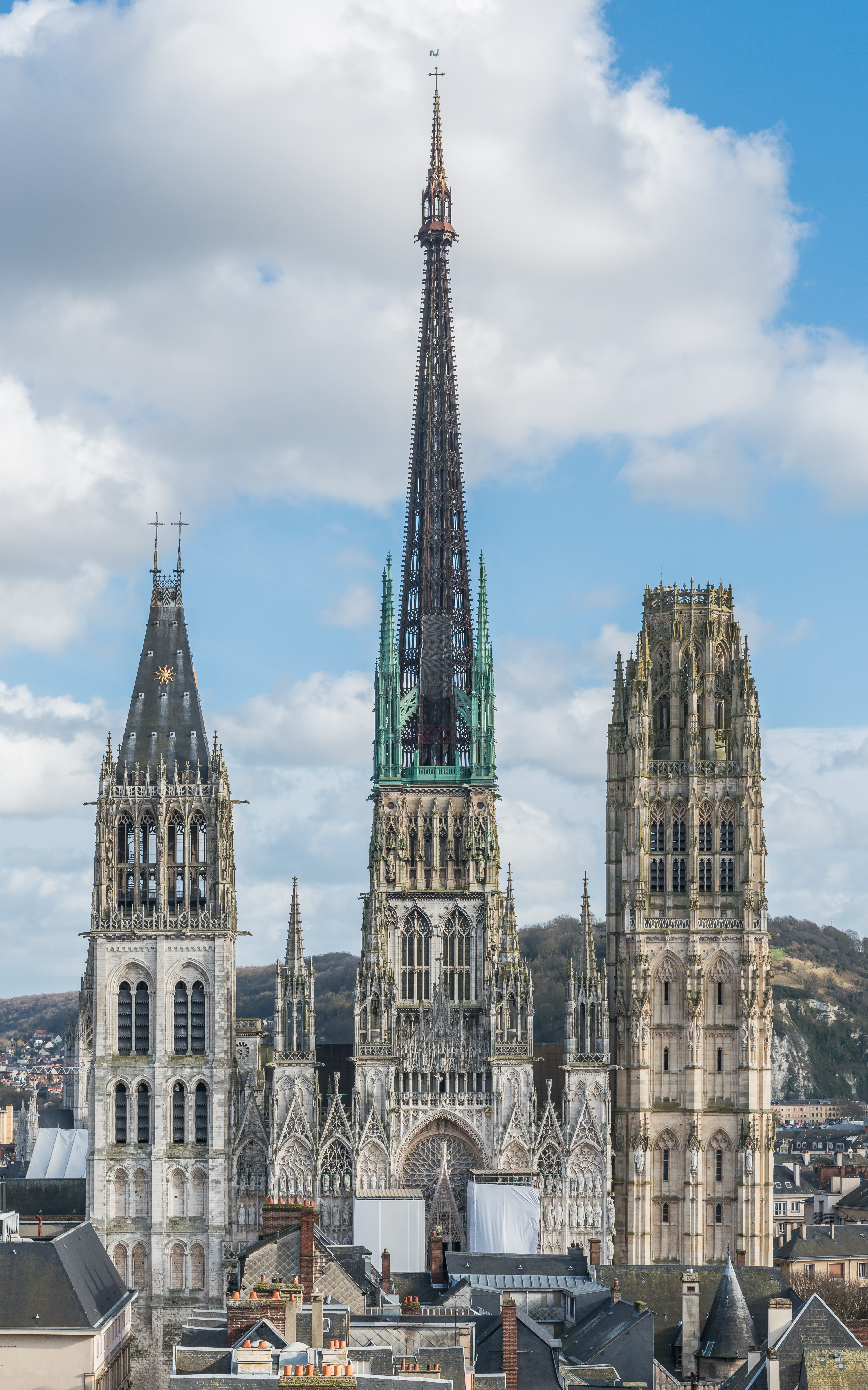
Kathedrale von Westen mit dem eisernen Vierungsturm

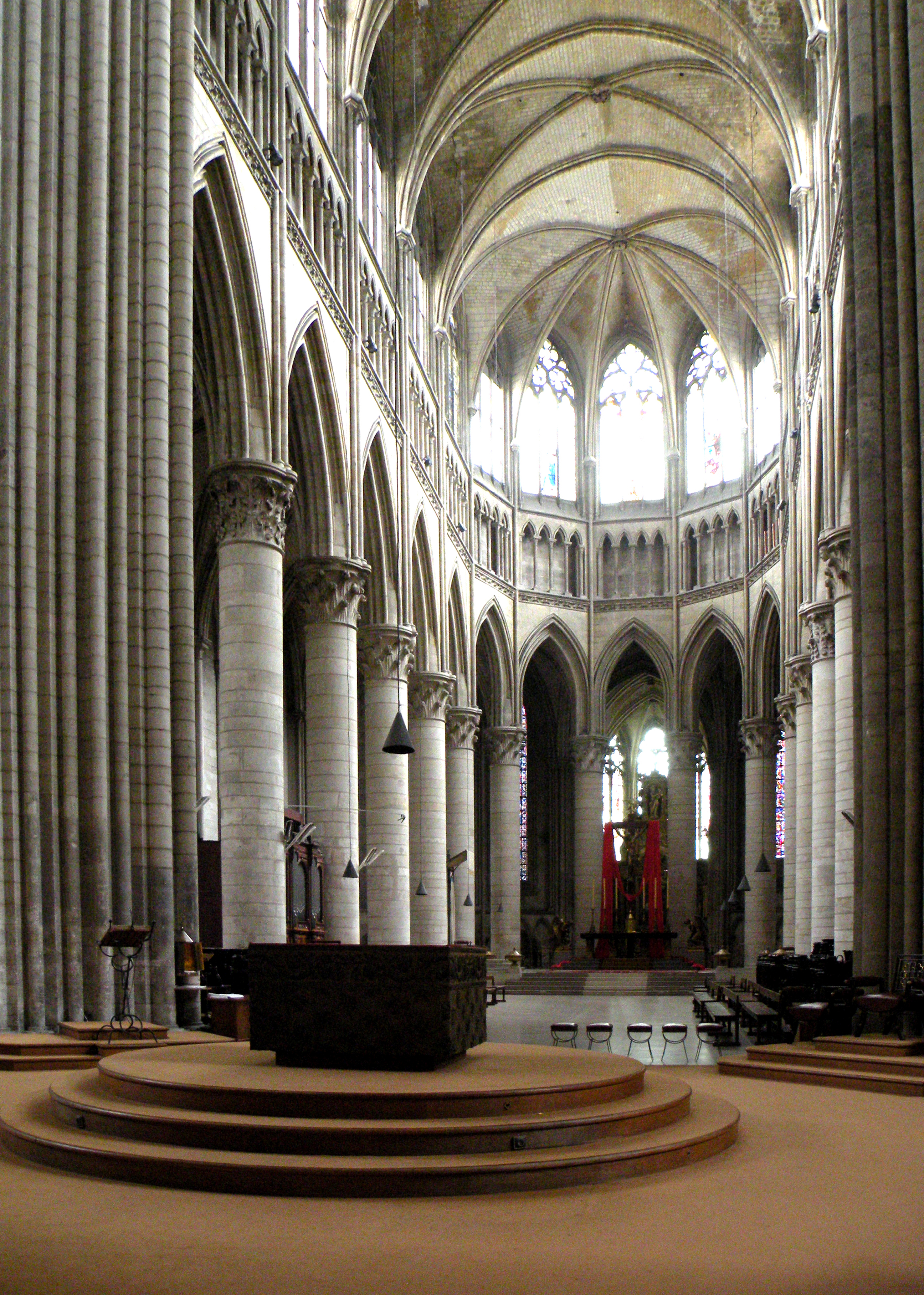
Chor, errichtet ab ca. 1220

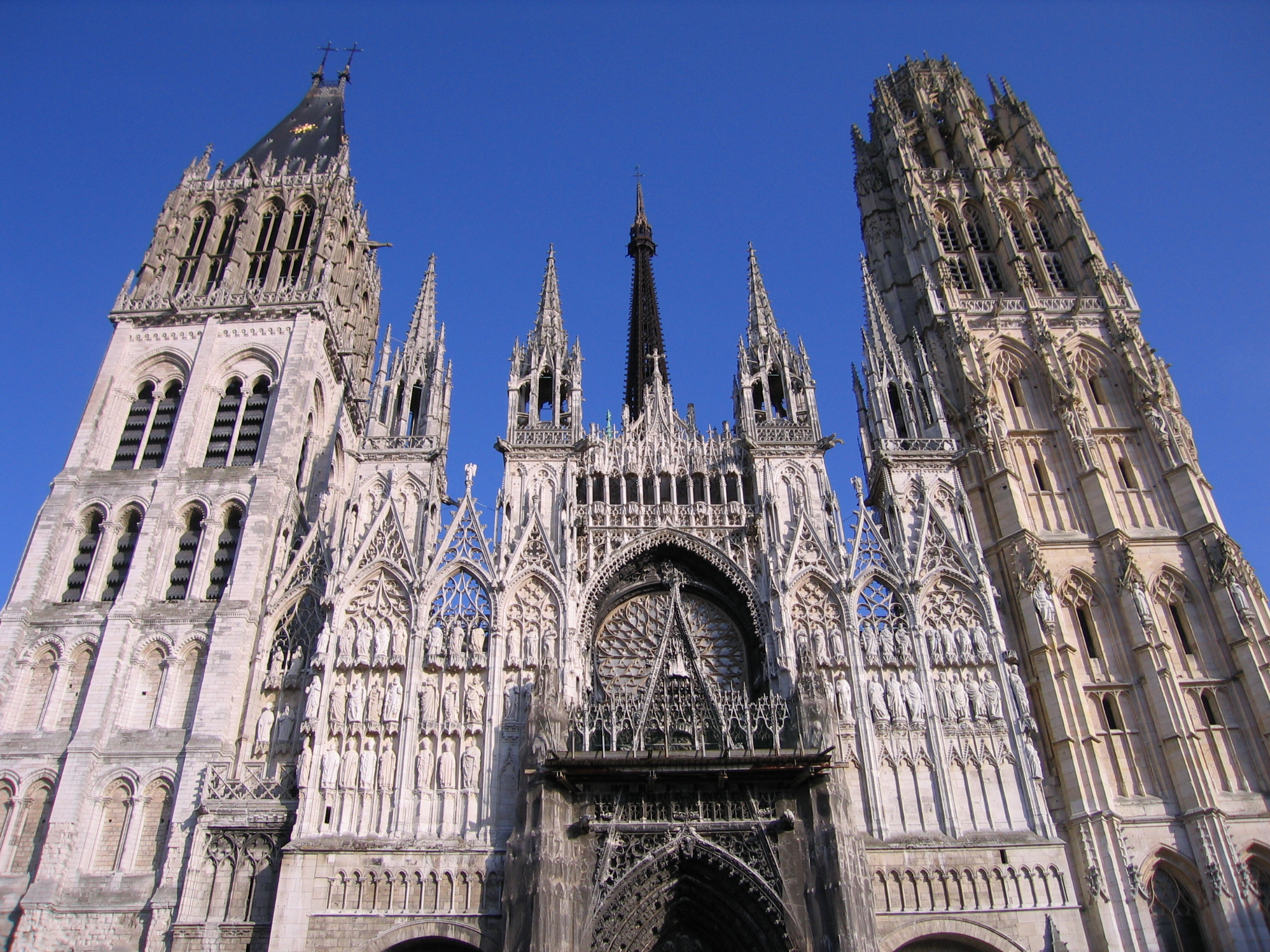
Westfassade mit Sankt-Romanus-Turm und Butterturm (rechts)

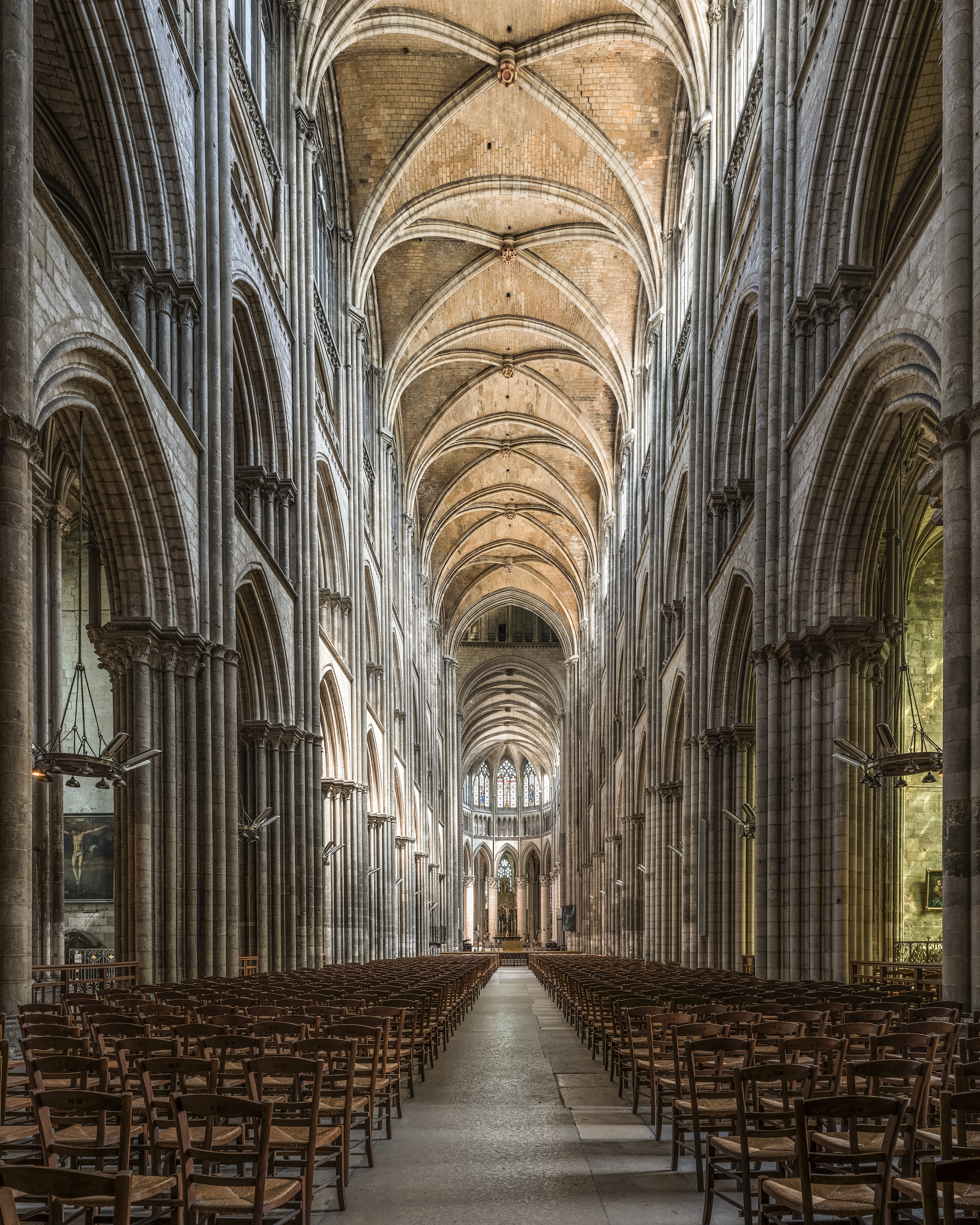
Langhaus, ca. 1180–1210

Die Kathedrale von Rouen (französisch Cathédrale Notre-Dame de l’Assomption de Rouen, deutsch Kathedrale Mariä Himmelfahrt zu Rouen), in der nordfranzösischen Stadt Rouen zählt zu den bedeutenden gotischen Kirchenbauten Frankreichs. Sie war Krönungsort und Grablege der normannischen Herzöge sowie Metropolitankirche der Normandie. Der römisch-katholische Sakralbau ist bis heute Kathedrale des Erzbischofs von Rouen, Primas der Normandie. Bemerkenswert sind ihre drei in verschiedenen Formen der französischen Gotik gestalteten Türme.

## Baugeschichte
Der Bau ersetzt den romanischen Kathedralbau des 11. Jahrhunderts, der in der Amtszeit von Bischof Robert an der Stelle einer karolingischen Vorgängerkirche begonnen worden war. Im Jahre 1144 nahm Bischof Hugo (IV.) von Amiens an der Einweihung des Chores der Kathedrale von Saint-Denis auf Einladung seines Freundes Suger teil. Mitte der 1140er Jahre begann Erzbischof Hugo mit dem Bau des Romanusturms (Tour-St-Romain), der wohl bis 1164 dauerte. Der Turm war damals ein freistehender Campanile und hatte keine bauliche Verbindung mit dem existierenden romanischen Kirchenschiff und seiner turmlosen Westfassade, die etwas östlich der heutigen Fassade vermutet wird. Zu diesem Zeitpunkt gab es keine Baumaßnahmen am Kirchenbau, ein Neubau war also offenbar noch nicht beabsichtigt.
Der frühgotische Neubau der Kathedrale begann erst um 1180, also einige Jahrzehnte nach dem Baubeginn des Romanusturms. Anders als allgemein üblich begann der Neubau nicht im Osten mit dem Chor, sondern zunächst entstand ein neues Langhaus. Der Neubau geschah also von West nach Ost. Die erste Bauphase betraf die unteren Teile der Westfassade mit ihren Portalen. Wahrscheinlich wurde die neue Fassade westlich vor dem weiterbestehenden romanischen Vorgängerbau errichtet. In einer zweiten Bauphase in den 1190er Jahren entstanden die ersten, westlichen Joche des Langhauses mitsamt den „falschen Emporen“. Dabei handelt es sich um Öffnungen im zweiten Geschoss der Mittelschiffswand, die einen korrespondierenden Emporenraum in den Obergeschossen der Seitenschiffe vermuten lassen, der jedoch nicht existiert und nie existiert hat: Die Seitenschiffe haben keine Zwischendecken. Diese ungewöhnliche Baustruktur könnte auf den romanischen Vorgängerbau Bezug nehmen, der vielleicht Emporen hatte. Die Achse des Baus wurde in dieser Bauzeit leicht verändert. Erst jetzt wurde eine bauliche Verbindung zum Romanusturm hergestellt.
Nach einem Brand des Kathedralbezirks in der Osternacht 1200, der jedoch keine wesentlichen Schäden am Neubau verursachte, setzte die Kirchengemeinde in der dritten Bauphase den Bau bis zum fünften Pfeilerpaar (von Westen gezählt) fort. Vor allem entstanden nun die oberen Partien des in den vorherigen Bauphasen errichteten Westteils der Kirche. Dazu gehört das Triforium mit seinen weitgespannten Segmentbögen. Die ersten fünf Joche waren damit weitgehend vollendet.
Der Ostteil des Langhauses mit weiteren fünf Jochen entstand anschließend in einer vierten Bauphase ab 1206/1207. In dieser Zeit wird der Baumeister Jean d’Andely genannt. Seine Architektur folgt im Wesentlichen den Formen der Westteile, doch änderte er die Dimensionen der Joche.
Erst nach der Vollendung des Langhausbaus wurde ab ca. 1210 die Vierung mit den Querarmen in Angriff genommen, darauf folgend ab ca. 1220 den Chor. In den 1230er Jahren erfolgte der Ausbau des Vierungsturms und der oberen Teile der Westfassade. Um 1235/1237 war der Bau vollendet. In den 1260er und 1270er Jahren wurden an die Seitenschiffe Kapellen angefügt. Ab ca. 1280 erfolgte eine Erneuerung der Querhausfassaden in hochgotischem Stil, es entstanden das Portail des Libraires (Nordquerhaus) und das Portail de la Calende (Südquerhaus). Ab 1302 entstand die Achskapelle des Chores als Marienkapelle auf größerem Grundriss neu.
Seit den 1370er Jahren begann der Ausbau der Westfassade durch eine Schirmfassade mit zahlreichen Statuen, die um 1450 fertiggestellt war. In den 1460er Jahren erhielt der Romanusturm ein Obergeschoss aufgesetzt, und in den 1480er Jahren kam ein Turm-Pendant auf der Südseite hinzu, der Butterturm.

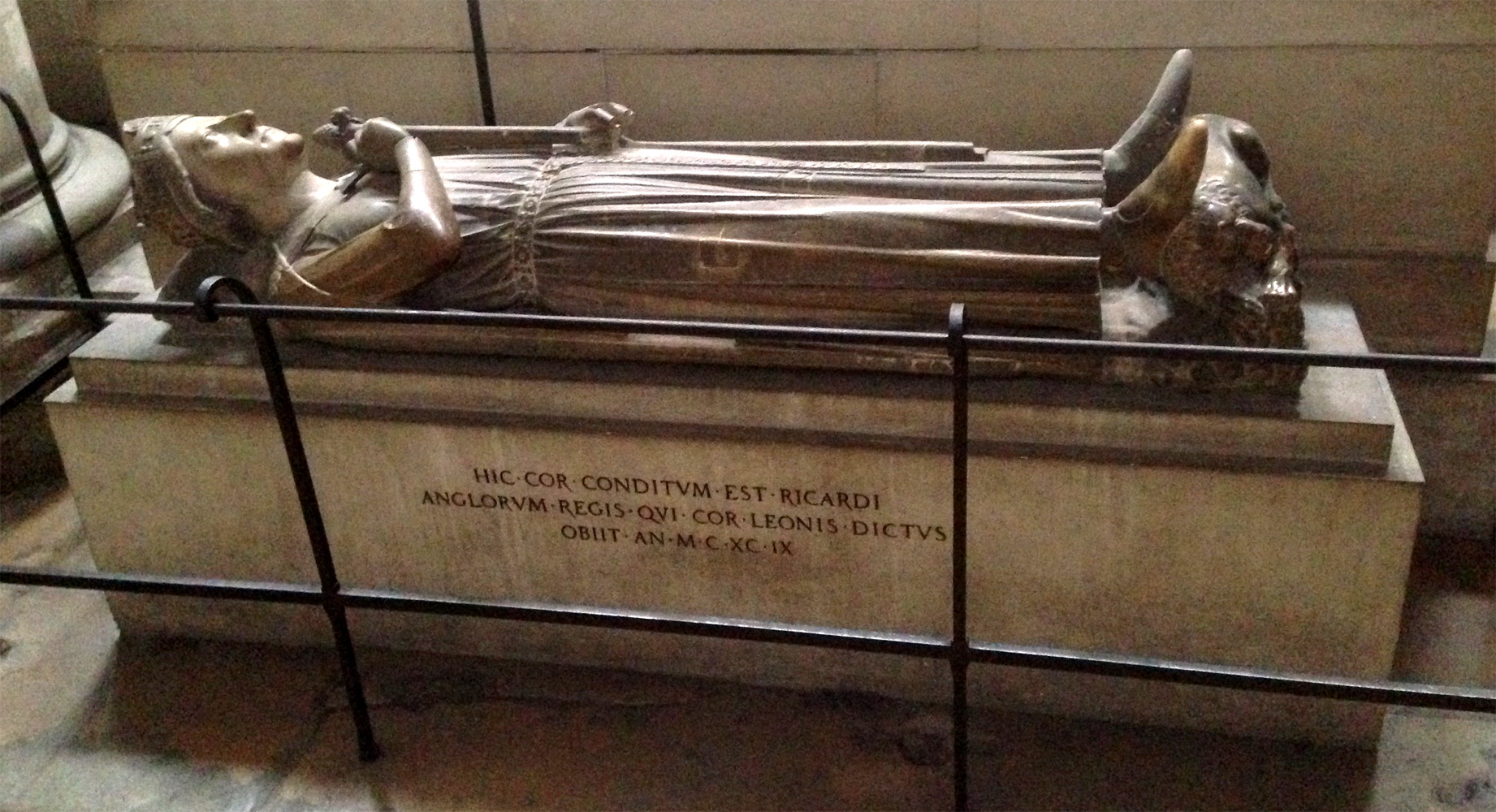
Steinsarg mit dem Herzen von Richard Löwenherz

## Schäden und Reparaturen
Nach der Vollendung des Butterturms im Jahr 1506 zeigten sich Bauschäden an der Westfassade, die zur Erneuerung des Mittelportals 1508–1511 führten. Nach dem Brand des Vierungsturms im Jahr 1514 wurde dieser 1538–1557 durch einen neuen, größeren Vierungsturm ersetzt, der 128 Meter Höhe erreicht haben soll. Dieser Turm wurde 1822 Opfer eines durch Blitzeinschlag verursachten Feuers. Bis 1884 entstand der heutige Vierungsturm aus Gusseisen.
Im Zweiten Weltkrieg, Wochen vor der Landung der Alliierten in der Normandie, flog die Royal Air Force (RAF) Luftangriffe auf die Stadt und versuchte, Verkehrsknotenpunkte zu treffen, um den Nachschub der Wehrmacht zu behindern und ihre Verlegefähigkeit zu reduzieren.
In der Nacht vom 18. auf den 19. April 1944 griffen RAF-Bomber Rouen an mit den Zielen, den Rangierbahnhof bei Sotteville-lès-Rouen und die nahegelegene Eisenbahnbrücke über die Seine zu treffen.
Der Luftangriff traf die Altstadt von Rouen schwer, fünf Bomben fielen auf die Kathedrale.
Ein Vierungspfeiler des zentralen Turmes wurde knapp verfehlt; Teile des südlichen Seitenschiffes und zwei Fensterrosen wurden zerstört.
Luftangriffe von Bombern der USAAF einige Tage vor Beginn der Landungsoperation verursachten Feuer in Rouen und in der Kathedrale. Am 1. Juni 1944 brannte der Nordturm.
Nach dem Ende des Krieges begannen Reparaturarbeiten an den zerstörten Teilen der Kathedrale, sie wurde wieder nutzbar gemacht.
1999 fiel bei einem heftigen Sturm eine 26 Tonnen schwere Fiale vom Hauptturm herunter und beschädigte den Chor. Sie wurde bis heute nicht ersetzt. Im 21. Jahrhundert sind weitere Restaurierungen und Sanierungen im Gange, z. B. an den Turmhauben. Am 11. Juli 2024 brach bei Renovierungsarbeiten am Vierungsturm in etwa 120 Metern Höhe ein Brand aus. Das Feuer konnte rasch gelöscht werden.

## Architektur

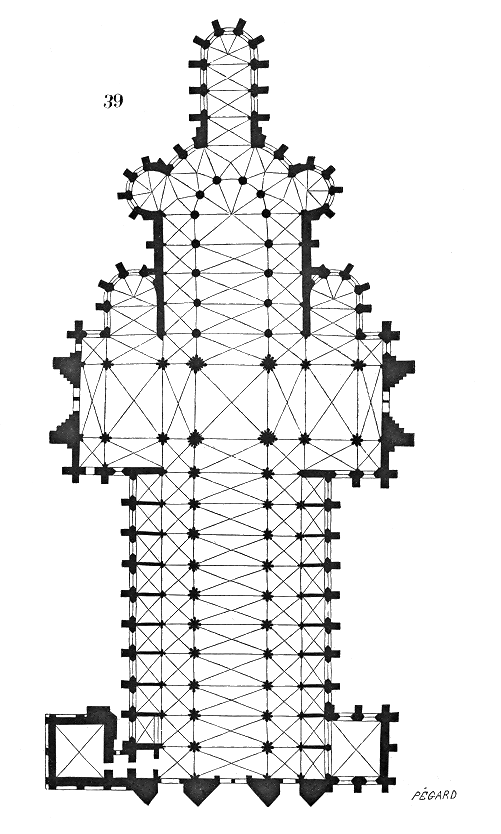
Grundriss Osten ist oben

Die heutige Kathedrale Notre-Dame von Rouen mit vier Querschiffarmen und sieben Türmen steht auf den Grundmauern eines romanischen Vorgängerbaus.
Der untere Teil des Tour Saint-Romain (Sankt-Romanus-Turm) ist etwa um 1145–64 entstanden, während die oberen Teile erst im 15. Jahrhundert aufgesetzt wurden.
An der rechten Seite der Westfassade der Kirche befindet sich der 75 Meter hohe, sechsgeschossige Tour de Beurre (Butterturm). Er wurde 1506 fertiggestellt und ist ein ausgeprägtes Beispiel für die Kunst des späten Flamboyant. Der Turm endet in einer achteckigen Krone, deren ausgeklügeltes Strebewerk vier große und vier kleine Fialen abschließen. Seinen Namen verdankt der Turm einer Tradition: Zur Fastenzeit war der Verzehr von Butter und anderen Milchprodukten eigentlich verboten, aber durch die vorübergehende Aufhebung dieses Verbots konnte mit den aus dem Butterverkauf erzielten Einnahmen der Bau des Glockenturms finanziert werden.

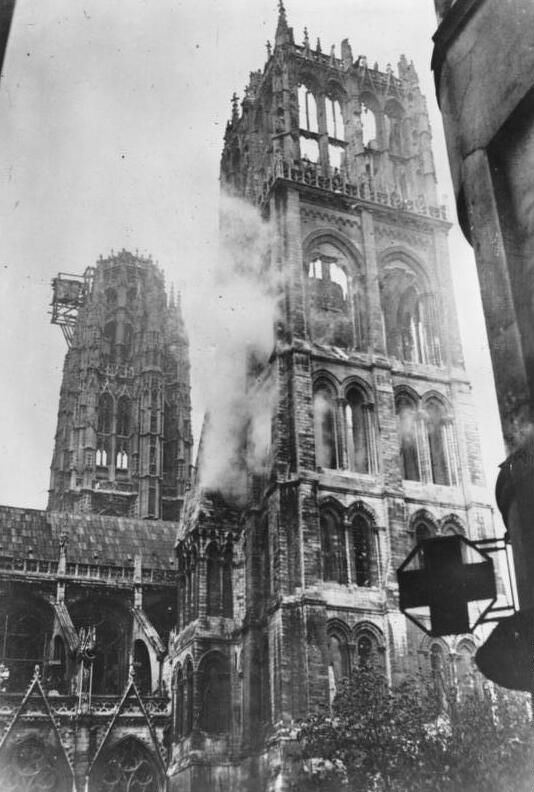
Saint-Romain-Turm, 1. Juni 1944

Im 19. Jahrhundert wurde der alte Vierungsturm, eine bleiverkleidete Holzkonstruktion, durch Blitzschlag zerstört. Die schon von weitem sichtbare Turmspitze (151,5 Meter) wurde im Jahre 1877 fertiggestellt und besteht aus Gusseisen. Bis zur Fertigstellung des Kölner Doms im Jahr 1880 war damit die Kathedrale das höchste Gebäude der Welt.

## Orgeln

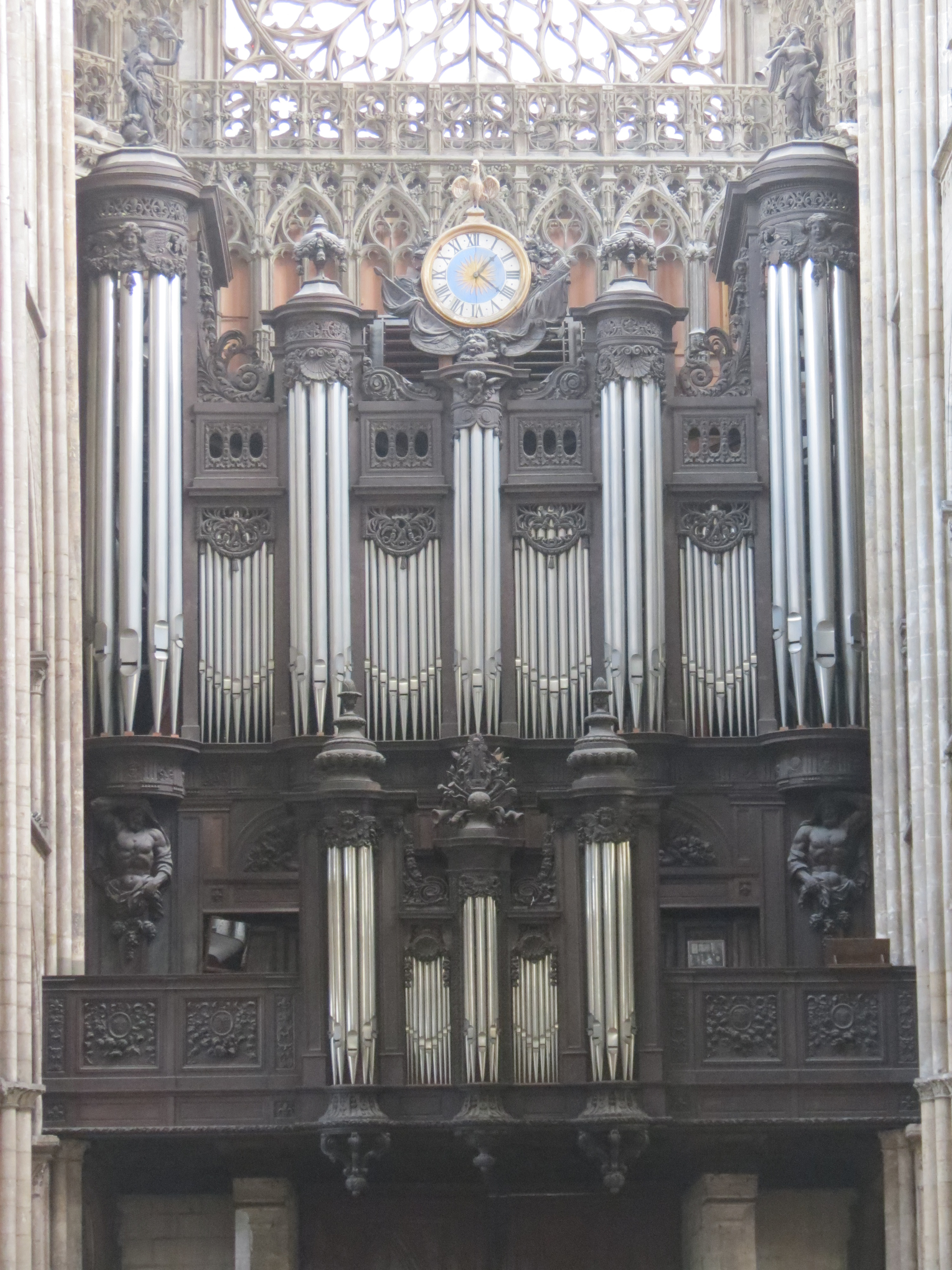
Blick auf die Orgel

Die Kathedrale von Rouen war eine der ersten Kathedralen, in der nachweislich eine Orgel stand. Das erste Instrument datiert wohl auf die Zeit noch vor dem Jahr 1380. Es stand zunächst im nördlichen Querschiff und wurde dann 1493 auf die Westempore versetzt. Bei einem Sturm im Jahre 1683 wurde das Instrument stark beschädigt und 1686 durch den Orgelbauer Robert Clicquot wieder aufgebaut.

### Hauptorgel
Die große Orgel auf der Westempore, unterhalb der gotischen Fensterrosette, geht teilweise zurück auf dieses Instrument, vom Ende des 17. Jahrhunderts. Das Orgelgehäuse wurde von Joseph Pilon geschaffen und steht seit 1862 unter Denkmalschutz.
Im Laufe der Zeit haben verschiedene Orgelbauer das Clicquot-Instrument restauriert und bearbeitet, im 18. Jahrhundert vornehmlich der Orgelbauer Jean-Baptiste Nicolas Lefebvre, und im 19. Jahrhundert, nach der Französischen Revolution, u. a. die Orgelbauer Clicquot und Merklin, welche die Orgel in ein symphonisches Instrument umwandelten. Anfang des 20. Jahrhunderts wurde das Instrument von dem Orgelbauer Joseph Gutschenritter überarbeitet und erhielt eine elektrische Windanlage. Während des Zweiten Weltkrieges wurde dieses Instrument völlig zerstört.
Das heutige Orgelwerk stammt aus der Werkstatt des Orgelbauers Jacquot-Lavergne. Es wurde von den Organisten Marcel Dupré und Marcel Lanquetuit entworfen und 1956 eingeweiht.
Die Orgel hat 68 Register auf vier Manualwerken und Pedal. Drei Manualwerke sind als Schwellwerke (expressif) angelegt. Das Positiv befindet sich nicht mehr in dem vorgelagerten Gehäuse, sondern im Hauptgehäuse. Das Positiv-Gehäuse ist seit 1956 leer, um Platz für den neuen Spieltisch zu schaffen. Die Registerzüge sind jeweils links und rechts der Manuale angeordnet: Auf der linken Seite befinden sich die Grundstimmen (32′–4′-Register), auf der rechten Seite die übrigen Stimmen, insbesondere die Zungenstimmen, Aliquoten und Mixturen. Die Spiel- und Registertrakturen sind elektropneumatisch. 1982 wurde der Orgelprospekt überarbeitet. 1992 und 1995 wurde das Orgelwerk neu intoniert.
| I Positif expressif C–c4 |                  |         |
| 01.                      | Bourdon          | 16′     |
| 02.                      | Montre           | 08′     |
| 03.                      | Flûte harmonique | 08′     |
| 04.                      | Bourdon          | 08′     |
| 05.                      | Gambe            | 08′     |
| 06.                      | Prestant         | 04′     |
| 07.                      | Flûte douce      | 04′     |
| 08.                      | Nazard           | 02 ⁄3′  |
| 09.                      | Doublette        | 02′     |
| 10.                      | Tierce           | 01 3⁄5′ |
| 11.                      | Fourniture IV    |         |
| 12.                      | Cromorne         | 08′     |
| 13.                      | Trompette        | 08′     |
| 14.                      | Clairon          | 04′     |

| II Grand Orgue C–c4 |                  |         |
| 15.                 | Montre           | 16′     |
| 16.                 | Bourdon          | 16′     |
| 17.                 | Montre           | 08′     |
| 18.                 | Flûte harmonique | 08′     |
| 19.                 | Bourdon          | 08′     |
| 20.                 | Salicional       | 08′     |
| 21.                 | Prestant         | 04′     |
| 22.                 | Flûte octaviante | 04′     |
| 23.                 | Nazard           | 02 ⁄3′  |
| 24.                 | Doublette        | 02′     |
| 25.                 | Tierce           | 01 3⁄5′ |
| 26.                 | Fourniture IV    |         |
| 27.                 | Cymbale III      |         |
| 28.                 | Bombarde         | 16′     |
| 29.                 | Trompette        | 08′     |
| 30.                 | Clairon          | 04′     |

| III Récit expressif C–c4 |                  |     |
| 31.                      | Quintaton        | 16′ |
| 32.                      | Diapason         | 08′ |
| 33.                      | Flûte harmonique | 08′ |
| 34.                      | Bourdon          | 08′ |
| 35.                      | Gambe            | 08′ |
| 36.                      | Voix céleste     | 08′ |
| 37.                      | Flûte            | 04′ |
| 38.                      | Octavin          | 02′ |
| 39.                      | Fourniture IV    |     |
| 40.                      | Bombarde         | 16′ |
| 41.                      | Voix humaine     | 08′ |
| 42.                      | Basson-Hautbois  | 08′ |
| 43.                      | Trompette        | 08′ |
| 44.                      | Clairon          | 04′ |
|                          | Tremolo          |     |

| IV Bombarde expressif C–c4 |                        |     |
| 45.                        | Bourdon                | 16′ |
| 46.                        | Diapason               | 08′ |
| 47.                        | Flûte                  | 08′ |
| 48.                        | Gambe                  | 08′ |
| 49.                        | Unda maris             | 08′ |
| 50.                        | Flûte ouverte          | 04′ |
| 51.                        | Prestant               | 04′ |
| 52.                        | Grande Fourniture IV 0 |     |
| 53.                        | Cornet V               |     |
| 54.                        | Bombarde               | 16′ |
| 55.                        | Trompette              | 08′ |
| 56.                        | Clairon                | 04′ |

| Pédale C–f1 |               |         |
| 57.         | Soubasse 0    | 32′     |
| 58.         | Flûte         | 16′     |
| 59.         | Soubasse      | 16′     |
| 60.         | Flûte         | 08′     |
| 61.         | Basse         | 08′     |
| 62.         | Grosse Quinte | 05 1⁄3′ |
| 63.         | Flûte         | 04′     |
| 64.         | Quinte        | 02 ⁄3′  |
| 65.         | Bombarde 0    | 32′     |
| 66.         | Bombarde      | 16′     |
| 67.         | Trompette     | 08′     |
| 68.         | Clairon       | 04′     |

### Chororgel

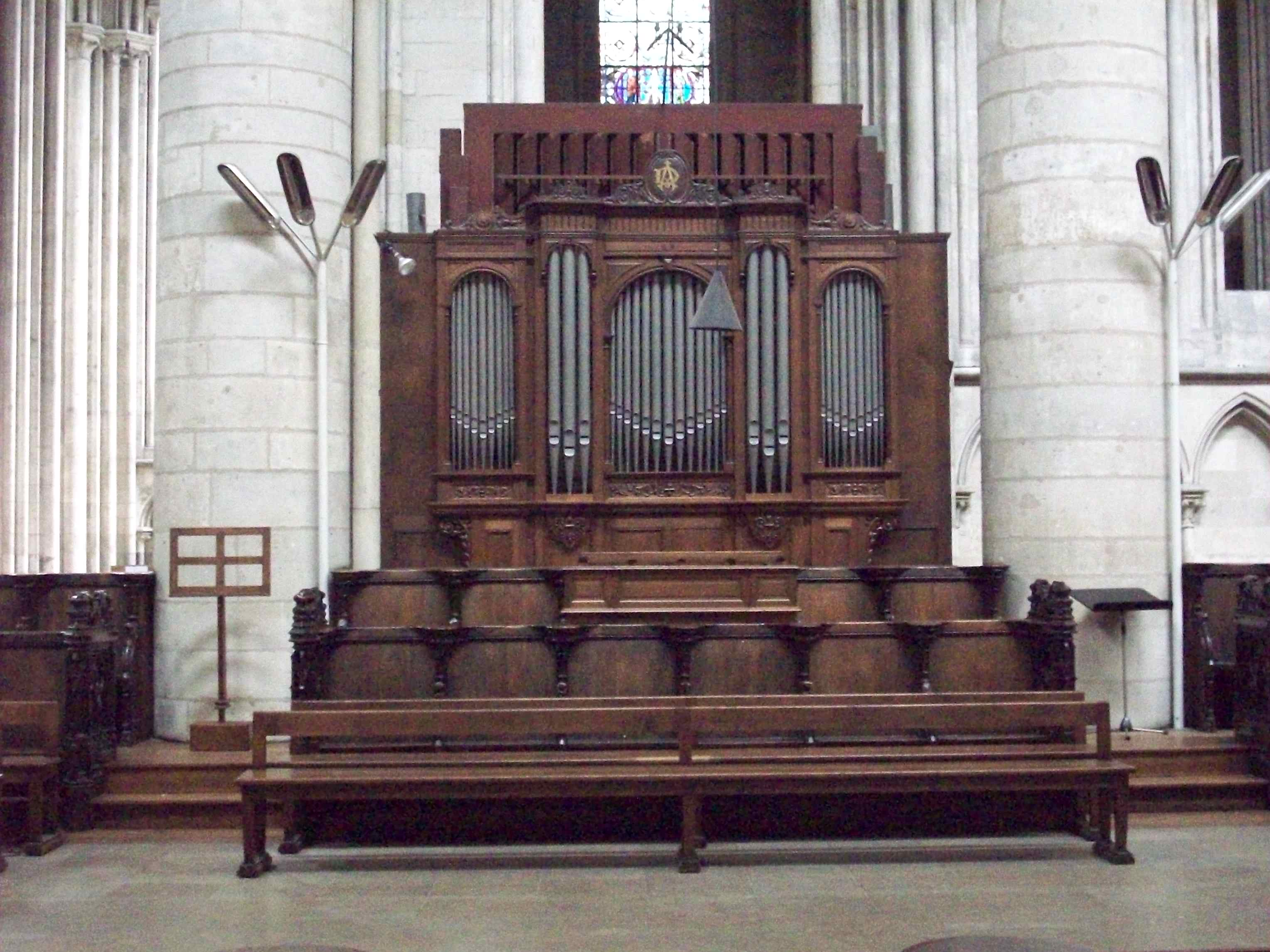
Chororgel

Die Chororgel wurde von dem Orgelbauer Cavaillé-Coll für Albert Dupré, den Vater des Organisten Marcel Dupré, erbaut und 1896 in dessen Haus in Rouen aufgestellt. Marcel Dupré schenkte dieses Instrument der Kathedrale von Rouen, wo es seitdem als Chororgel dient. Es hat elf Register auf zwei Manualwerken und Pedal.
| I Grand Orgue C–g3 |          |    |
| 1.                 | Montre   | 8′ |
| 2.                 | Boudon   | 8′ |
| 3.                 | Prestant | 4′ |

| II Récit expressif C–g3 |                 |    |
| 4.                      | Cor de Nuit     | 8′ |
| 5.                      | Dulciane        | 8′ |
| 6.                      | Unda Maris      | 8′ |
| 7.                      | Flûte           | 4′ |
| 8.                      | Trompette       | 8′ |
| 9.                      | Basson-hautbois | 8′ |
|                         | Tremolo         |    |

| Pédalier C–g1 |          |     |
| 10.           | Soubasse | 16′ |
| 11.           | Basson   | 16′ |

- Koppeln: II/I, I/P, II/P
- Spielhilfen: Appel et renvoi Nr. 1 und 3, Appel Nr. 8, Appel Nr. 11

## Glocken

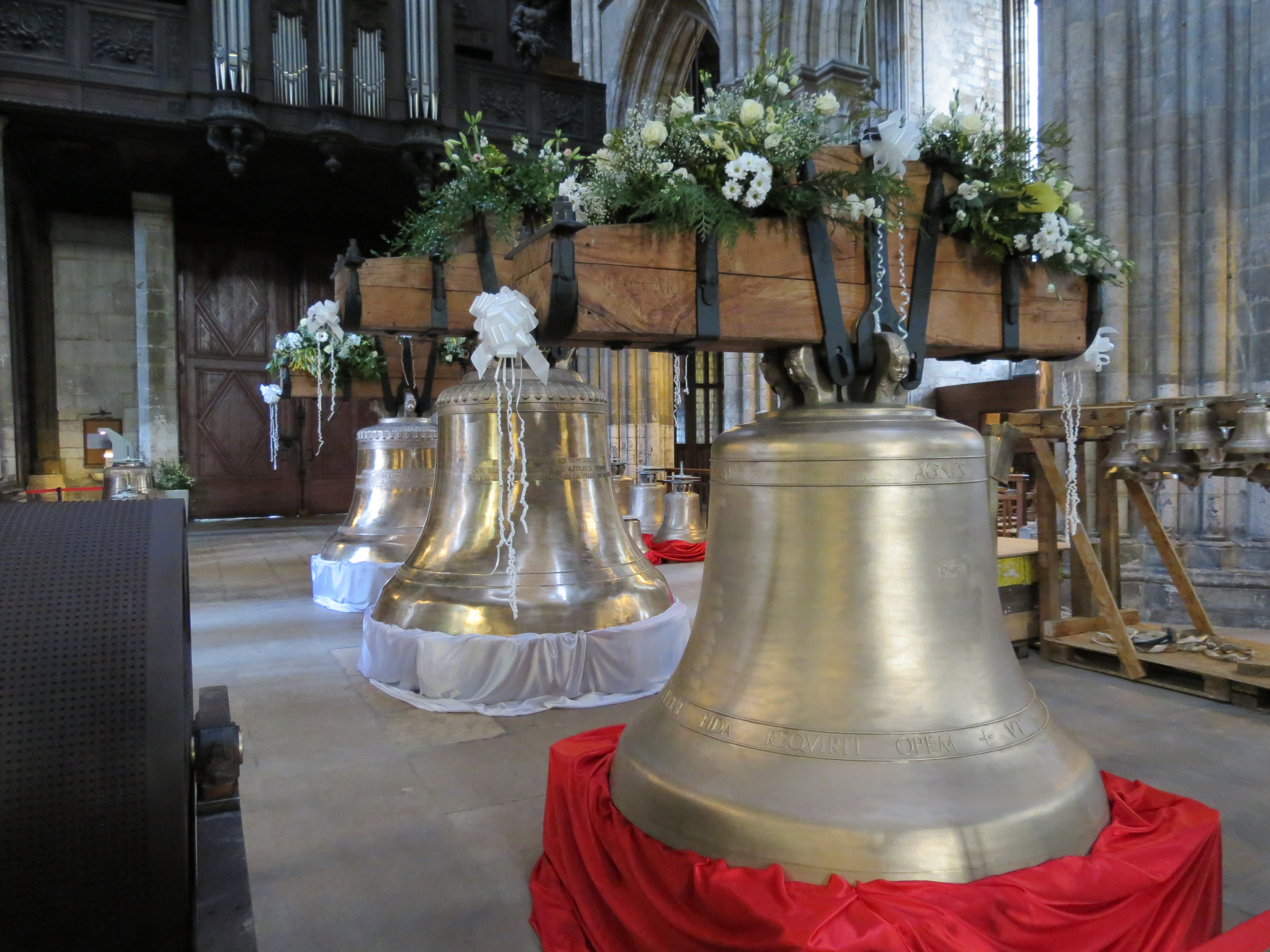
Glocken Agnes (c^{1}), Romain (g^{0}) und Cécile (b^{0})

Die Kathedrale beherbergt ein 64-stimmiges Carillon aus den Jahren 1914, das 1954 und 2016 ergänzt und überarbeitet wurde sowie eines der mächtigsten Geläute Frankreichs, das auf beide Westtürme verteilt ist. Die große Kirchenglocke hängt im Nordturm, auch Sankt-Romanus-Turm genannt, in einem massiven hölzernen Glockenstuhl am Holzjoch. Diese rund 9.600 Kilogramm schwere Glocke wurde 1959 von der Glockengießerei Paccard gegossen. Sie ersetzt die 16.000 Kilogramm schwere Vorgängerin von 1914, die in derselben Gießerei geschaffen, aber beim Bombenangriff 1944 zerstört wurde. Der Name der Glocke erinnert an die Heilige Jeanne d’Arc, die 1431 in Rouen verbrannt wurde.
Bis 2015 bestand das Hauptgeläut aus 6 Glocken.
| Nr. | Name          | Gussjahr | Durchmesser (mm, ca.) | Masse (kg, ca.) | Schlagton (HT-1/16) | Turm |
| --- | ------------- | -------- | --------------------- | --------------- | ------------------- | ---- |
| 1   | Jeanne d’Arc  | 1959     | 2.520                 | 9.600           | f0                  | Nord |
| 2   | Germaine      | 1959     | 1.950                 | 4.600           | a0                  | Süd  |
| 3   | Agnès         | 1959     | 1.550                 | 2.000           | c1                  | Süd  |
| 4   | Alyette       | 1914     | 1.330                 | 1.200           | d1                  | Süd  |
| 5   | Marie-Blanche | 1959     | 1.220                 | 950             | e1                  | Süd  |
| 6   | Bernadette    | 1959     | 1.130                 | 700             | f1                  | Süd  |

Mit dem Neuguss mehrerer Glocken im Jahre 2015 wurde ein neues Hauptgeläut mit 5 Glocken konzipiert und am 17. September 2016 präsentiert. Die größten drei Glocken des Geläuts von 1959 wurden um zwei Läuteglocken ergänzt, die von der Glockengießerei Paccard hergestellt wurden. Glocken 4–6 des Geläuts von 1959 (Alyette, Marie-Blanche und Bernadette), ebenfalls bei Paccard gegossen, wurden festmontiert ins Carillon übernommen.
| Nr. | Name         | Gussjahr | Durchmesser (mm, ca.) | Masse (kg, ca.) | Schlagton (HT-1/16) | Turm |
| --- | ------------ | -------- | --------------------- | --------------- | ------------------- | ---- |
| 1   | Jeanne d’Arc | 1959     | 2.520                 | 9.600           | f0                  | Nord |
| 2   | Romain       | 2016     |                       | 5.400           | g0                  | Nord |
| 3   | Germaine     | 1959     | 1.950                 | 4.600           | a0                  | Nord |
| 4   | Cécile       | 2016     |                       | 3.500           | b0                  | Nord |
| 5   | Agnès        | 1959     | 1.550                 | 2.000           | c1                  | Nord |

Im Südturm hängen zwei weitere Läute-Glocken, die aber nicht zum Hauptgeläut zählen. Sie stammen aus dem alten Carillon von 1914 (Paccard).
| Nr. | Name             | Gussjahr | Masse (kg, ca.) | Schlagton (HT-1/16) | Turm |
| --- | ---------------- | -------- | --------------- | ------------------- | ---- |
| 1   | Cécile Delalande | 1914     |                 | g1                  | Süd  |
| 2   | Jeanne Palfray   | 1914     |                 | a1                  | Süd  |

## Rezeption in der Malerei

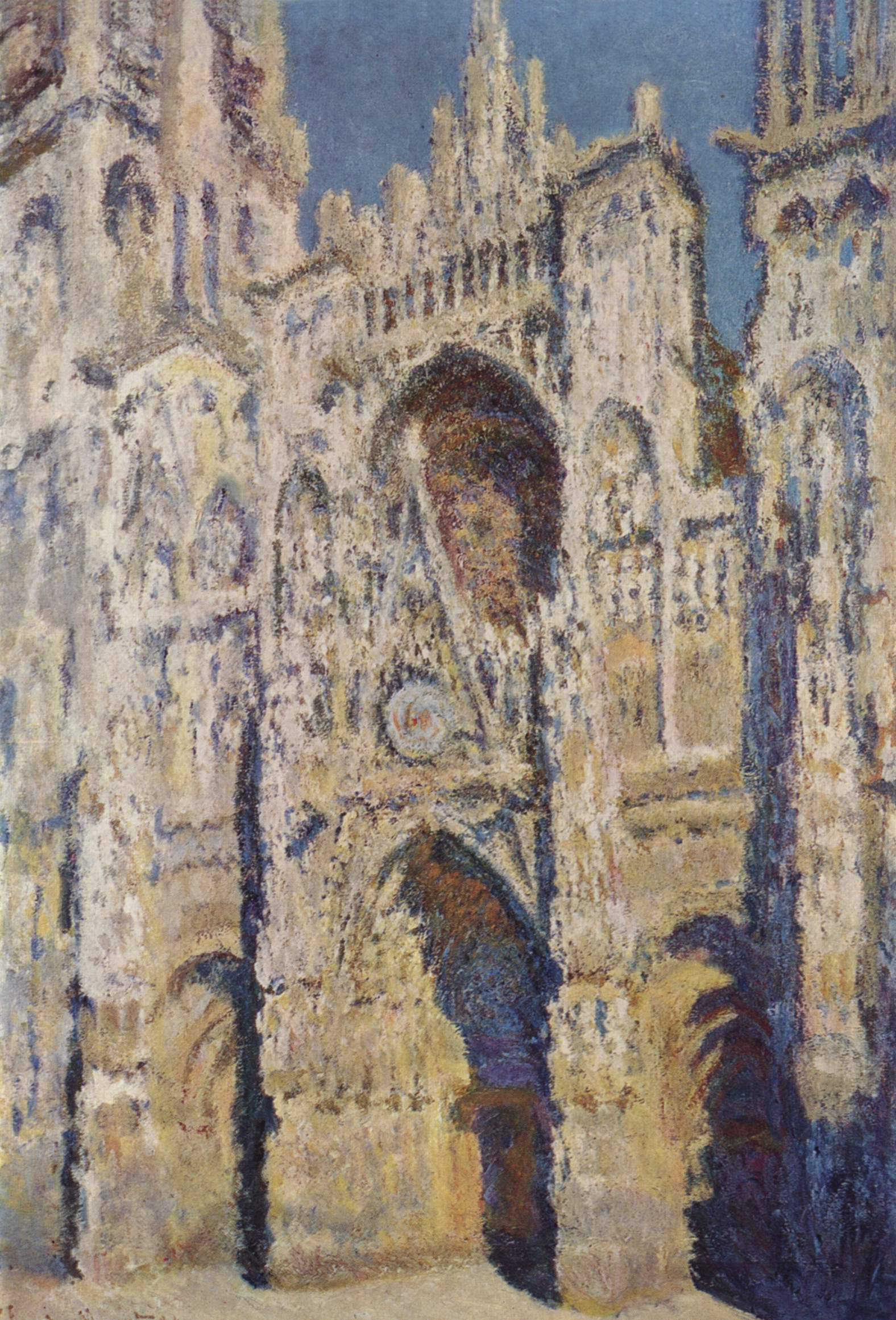
Claude Monet: 'Kathedrale von Rouen' 1893, Malerei auf Leinwand

Die beeindruckendsten Darstellungen der Kathedrale malte Claude Monet, dessen impressionistische Bilderserie Kathedrale von Rouen mit Darstellungen des Gebäudes unter den verschiedensten Lichteinflüssen zu den bedeutendsten Werken des Malers zählt.